# دانشکده پزشکی کرمان
دانشکده پزشکی دانشگاه علوم پزشکی کرمان یکی از دانشکده‌های پزشکی ایران وابسته به دانشگاه علوم پزشکی کرمان در کرمان است. این دانشکده در سال ۱۳۵۶ بنیانگذاری شد و دارای ۴ بیمارستان آموزشی است.

## تاریخچه
دانشکده پزشکی کرمان در سال ۱۳۵۶ با پذیرش ۵۰ دانشجو در رشته پزشکی بنیانگذاری شد. هم‌اکنون ریاست این دانشکده را دکتر سیدحسن افتخار واقفی برعهده دارد.